# ホブカークスヒルの戦い
ホブカークスヒルの戦い（ホブカークスヒルのたたかい、英:Battle of Hobkirk's Hill、ときとして第二次キャムデンの戦い、英:Second Battle of Camdenとも呼ばれる）は、アメリカ独立戦争の1781年4月25日にサウスカロライナ植民地キャムデン近くで行われた戦闘である。大陸軍のナサニエル・グリーン将軍はフランシス・ロードン卿の指揮するイギリス軍の重要な部隊を打ち破る機会を逃したと考えたが、サウスカロライナ植民地に散らばっていたイギリス軍の前進基地を放棄させて、安全なチャールストンに引き込ませることになった。

## 背景
ギルフォード郡庁舎の戦い後、チャールズ・コーンウォリス卿のイギリス軍本隊は消耗し、補給を大いに必要とする状態になった。それ故に以前に補給物資を送らせるように命令していたノースカロライナのウィルミントンに向けて軍隊を移動させた。グリーンは短期間イギリス軍を追跡し、その後その軍隊をサウスカロライナに連れて行った。グリーンはサウスカロライナのイギリス軍守備隊を脅かすことで、コーンウォリスに自隊を追わせるように仕向け、自隊に都合の良い場所でイギリス軍と戦うことを望んだ。
この戦略を知らされたヘンリー・"ライトホース・ハリー"・リーは4月2日に次のように返答した。
コーンウォリスが大陸軍を追わなかったので、グリーンはイギリス軍をチャールストンに追い込むために、サウスカロライナ中に散らばるイギリス軍守備隊を減らす途を選んだ。
グリーンはこの目的のために、大陸軍の4個連隊、リーの部隊、ウィリアム・ワシントンの騎兵隊およびキャンベルのライフル狙撃隊からなる総勢1,450名の部隊を進発させ、サウスカロライナにイギリス軍が布いた基地の線の中央にあるキャムデンに向けてできるだけ迅速かつ隠密裏に進んだ。同時にサウスカロライナにいる様々なゲリラ部隊との連携も確保しようと考えた。この動きはサウスカロライナ中にいる大陸軍と民兵地を巻き込むためにグリーンが組織した複雑な作戦行動の一部だった。
フランシス・ロードンが指揮するキャムデンの守備隊は、第63（ウェストサフォーク）歩兵連隊、アイルランド志願兵隊、国王アメリカン連隊、ニューヨーク志願兵隊、サウスカロライナのロイヤリスト部隊および小規模の騎兵分遣隊で構成されていた。
キャムデンの町は穏やかな高台に位置していた。南と南西にはウォーターリー川が流れ、東にはパインツリー・クリークがあった。町を長い間占領している間にイギリス軍が建設した防塁の輪がウォーターリー川からパインツリー・クリークまで伸びており、北からの接近にも備えていた。大陸軍が1781年4月20日にキャムデンに到着したとき、ロードンの部隊はあらゆる前線で備えができており、急襲の可能性は無くなっていた。グリーンは町を襲ったり、要塞化された円全体を囲むことはできず、約1.5マイル (2.4 km) 離れたホブカークスヒルと呼ばれる小さな高台にその部隊を宿営させて、グレート・ワックスホー道路を塞ぐやり方を選んだ。
翌日の夜、グリーンの情報網は400名ほどのイギリス軍部隊がロードンの守備隊に合流する為にキャムデンに向かっていることを掴んだ。グリーンは東のチャールストンから来る道路を守るように部隊を動かした。グリーンはそこの地形が大砲を据えるにはあまりに湿地がちであると分かり、エドワード・カーリントン大佐のサウスカロライナ民兵隊に大砲を安全な場所に移し、次の命令を待つように命じた。4月24日、イギリス軍の増援部隊はキャムデン守備隊に合流するために動いているのではないという新たな情報を得て、グリーンはその部隊をホブカークスヒルに戻し、カーリントンと砲兵隊には部隊と合流するよう命令を送った。
翌朝早く1人の大陸軍脱走兵がキャムデンに向かった。この兵士は時として太鼓手だとされる。彼はロードンの前に連れて行かれ、大陸軍の配置や砲兵隊がまだ戻っていないことを知らせた。ロードンはフランシス・マリオン将軍やリー将軍の部隊がグリーン軍と合流する為に向かってきていることを怖れ、かつ大陸軍の砲兵隊がまだ遠くにいるものと信じて、攻撃には願っても無い機会だと判断した。

## 戦闘
1781年4月25日朝、ロードンはこの時も大陸軍には砲兵隊がいないという考えのままだった。午前9時頃、ロードンは900名の部隊で安全なキャムデンの要塞を離れた。
しかし、カーリントンはその朝ホブカークスヒルに戻っており、持ってきた大砲と食糧は大陸軍に配られた。午前11時頃、大陸軍の兵士達の多くが料理をしたり衣服を洗っている時、前哨兵がイギリス軍を発見した。イギリス軍は大陸軍が占領している尾根の周りの湿地を回りこんで、大陸軍の左手に出ていた。
ロバート・カークウッド大尉指揮下の前哨兵は、グリーンが命令を発してその部隊を配置に就かせるだけの時間を稼ぐほどイギリス軍の歩みを遅らせることができた。グリーンはリチャード・キャンベル中佐のバージニア連隊を最右翼におき、サミュエル・ホーズ中佐指揮下のもう一つのバージニア連隊をその左手に配した。最左翼にはベンジャミン・フォード中佐の第5メリーランドを配置し、ジョン・ガンビーに指揮される第1メリーランド連隊をその右手に置いた。砲兵隊は後方のノースカロライナ民兵隊と共に中央に置かれた。
ロードンは森の中からその部隊を脱出させ前哨兵を追い帰してから、その部隊を配置し、緩りと大陸軍が待つ尾根の方向に前進した。グリーンはイギリス軍の前線の幅が狭いことを認めて攻撃を命令した。右翼のキャンベルにはその部隊を左翼に回りこませてイギリス軍の側面を衝かせ、フォードの連隊には同じような動きをさせて左手に就かせた。グリーンは中央に残る2個連隊には銃剣で前進し敵軍と衝突するよう命令し、一方ワシントンの騎兵隊にはイギリス軍の左手を回りこんで敵の後方を攻撃するよう命じた。
第1メリーランド連隊がイギリス軍左翼に前進しているとき、その連隊の右手を指揮していたウィリアム・ビーティ・ジュニア大尉が戦死し、このためにその中隊の前進が止まった。ガンビーはその部隊兵に停止を命じ、隊列を組み直す為に後退させた。このとき、第5メリーランド連隊のベンジャミン・フォードが致命傷を負い、その部隊は混乱状態になった。メリーランド連隊はその側面が混乱し、ロードンがその側面強化のために送り込んだアイルランド部隊に脅かされていることが分かり、短時間に数回の一斉射撃を加えることができただけで、ばらばらになって戦場を離れた。これを見たロードンは直ぐにその難渋していた部隊を鼓舞して前進させ戦場を抑えた。大陸軍が撤退して、イギリス軍は戦術的な勝利を収めたが、この戦闘後、イギリス軍はチャールストンまで後退することになり、結果的に大陸軍の戦略的勝利となった。
後に第7代アメリカ合衆国大統領となったアンドリュー・ジャクソンがこの戦闘を目撃したことは注目すべきである。ジャクソンは戦争捕虜としてイギリス軍のキャムデン地区刑務所に捉われていた。